# Catherine Corsini
Catherine Corsini (Dreux, 18 maggio 1956) è una regista e sceneggiatrice francese.

## Biografia
Catherine Corsini nasce nel 1956 a Dreux nell'Eure-et-Loir. Trascorre la sua infanzia a Seine-et-Marne. Da adolescente, attraverso i film della Nouvelle Vague, inizia ad appassionarsi al cinema, in particolare a Godard, e decide di sviluppare in quest'ambito la sua carriera.
A diciotto anni si trasferisce a Parigi e all'Università di Parigi III si iscrive al corso di Serge Toubiana su Jean-Luc Godard e a corsi sul teatro tenuti da Antoine Vitez. Con quest'ultimo prende lezioni di recitazione e si appassiona alla scrittura, dedicandosi a scrivere sceneggiature.

### Carriera da regista
Nel 1983 dirige il suo primo cortometraggio, La Mésange, seguito l'anno successivo da Ballades (1984), vincitore a Cannes del premio Perspectives du Cinéma français e del premio Antenne 2. Nel 1986, il suo terzo cortometraggio, Nuit de Chine, ottiene un premio per la migliore regia a Grenoble.
Nel 1987 scrive la sceneggiatura e dirige il suo primo lungometraggio, Poker, con Caroline Cellier e Pierre Arditi, un noir su una donna e sulla sua dipendenza dal gioco d'azzardo. All'inizio degli anni novanta lavora per la televisione, producendo due telefilm, Fatal Obsession (1991) e Interdit d'amour (1992), per poi fare ritorno nel 1994 sul grande schermo con il suo secondo film, Les Amoureux, presentato al 47º Festival di Cannes; l'anno successivo, sempre a Cannes, partecipa con Jeunesse sans Dieu, un adattamento dall'omonimo romanzo pubblicato nel 1937 dal drammaturgo e scrittore austriaco Ödön von Horváth.
Nel 1996 è coautrice della sceneggiatura del film di Gaël Morel A tutta velocità (A toute vitesse), cui fa seguito, tre anni dopo, il suo terzo film, Una relazione al femminile - La Nouvelle Ève (1999), presentato nella sezione Panorama della Berlinale nel 1999, con il quale raggiunge la notorietà a livello internazionale.
Nel 2001 il suo quarto film, La Répétition - L'altro amore, interpretato da Emmanuelle Béart e Pascale Bussières, viene selezionato per concorrere al Festival di Cannes 2001.
Nel 2003 Corsini è membro della giuria del Festival europeo del cortometraggio di Brest e l'anno dopo del Festival di Cannes 2004. Nel 2006 esce l'autobiografico Les Ambitieux.
Nel 2013 il suo film Trois mondes partecipa a Cannes nella sezione Un Certain Regard, e vince in seguito il Golden Bayard per la Migliore Sceneggiatura a Namur.
Prodotto dalla compagna di Catherine Corsini, Elizabeth Perez, La Belle Saison (2015) è un film ambientato negli anni settanta, con al centro la storia d'amore tra due donne, Delphine, di origini contadine, che si trasferisce a Parigi cercando l'indipendenza dalla famiglia e la propria emancipazione, e Carole, un'attivista e insegnante di spagnolo, impegnata sul fronte dei diritti delle donne. Premiato a Locarno, il film riceve due candidature ai César.
Nel 2018 è la volta di Un amour impossible, adattamento dell'omonimo romanzo di Christine Angot, che affronta il rapporto d'amore fra madre e figlia, e la loro complessa relazione con l'amante/padre violento che non le ha mai riconosciute e che le respinge.
All'inizio degli anni venti, Corsini realizza due film entrambi selezionati per Cannes: Parigi, tutto in una notte (La Fracture, 2021), con Valeria Bruni Tedeschi, ambientato nella Parigi attraversata dalle proteste dei gilet gialli, e Le Retour (2023), che indaga nel passato familiare di una donna che lavora come domestica nella villa estiva di una ricca famiglia parigina, presentato alla 76ª edizione del Festival di Cannes.
I film di Corsini, incentrati su personaggi femminili, trattano generalmente di relazioni sentimentali e sessualità: in particolare Les Amoureux (1994), La Répétition  e La Nouvelle Ève, affrontano il tema dell'omosessualità.

## Filmografia parziale

### Regista e sceneggiatrice

#### Cinema
- La Mésange – cortometraggio (1982)
- Ballades – cortometraggio (1983)
- Nuit de Chine – cortometraggio (1986)
- Poker (1987)
- Les Amoureux (1994)
- Una relazione al femminile - La Nouvelle Ève (La Nouvelle Ève) (1999)
- Mohamed, episodio di Pas d'histoires! (2001)
- La Répétition - L'altro amore (La Répétition) (2001)
- Mariées mais pas trop (2003)
- Les Ambitieux (2006)
- L'amante inglese (Partir) (2009)
- Trois Mondes (2012)
- La Belle Saison (2015)
- Un amour impossible (2018)
- Parigi, tutto in una notte (La Fracture) (2021)
- Le Retour (2023)

#### Televisione
- Interdit d'amour – film TV (1992)
- Jeunesse sans Dieu – film TV (1996)
- Denis – film TV (1998)

### Solo sceneggiatrice
- A tutta velocità (À toute vitesse), regia di Gaël Morel (1996)
- Nés en 68, regia di Olivier Ducastel e Jacques Martineau (2008)

### Attrice
- Poker, regia di Catherine Corsini (1987)
- L'Exposé, regia di Ismaël Ferroukhi – cortometraggio (1993)